# Polen i olympiska vinterspelen 1948
Polen deltog med 29 deltagare vid de olympiska vinterspelen 1948 i Sankt Moritz. Ingen av landets deltagare erövrade någon medalj.